# Pützchen-Bechlinghoven
Pützchen-Bechlinghoven ist ein Ortsteil der Bundesstadt Bonn im Stadtbezirk Beuel, der am Fuße des Ennerts liegt. Er hat rund 5100 Einwohner.

## Namensherkunft
Der Name Pützchen bedeutet im Ripuarischen Dialekt „Brünnchen“ (oder „Quelle“). Er ist abgeleitet von lateinisch „Puteus“, Brunnen, oder französisch „Puits“, (im Ripuarischen „Pütz“) und bezieht sich auf den Adelheidis-Brunnen, der auf ein Wunder der heiligen Adelheid zurückgehen soll. Der Sage vom Quellwunder von Pützchen nach kniete die Äbtissin des benachbarten Stiftes Vilich, Adelheid (960–1015), als eine große Dürrezeit im Rheinland herrschte, während einer Bittprozession zwischen 999 und 1005 n. Chr. auf freiem Felde nieder und bat, gestützt auf ihren Äbtissinnenstab, um göttliche Hilfe. An der Stelle, an der ihr Stab in den Erdboden stieß, entsprang eine Quelle.
Da dem alaunhaltigen Wasser des Brunnens besondere Heilkraft zugeschrieben wurde und von zahlreichen Wunderheilungen berichtet wurde, entwickelte sich der Ort bald zu einem beliebten Ziel für Wallfahrten, in deren Zusammenhang der jährliche Pützchens Markt seine Ursprünge hat.

### Einwohnerentwicklung
| Jahr | Einwohner |
| ---- | --------- |
| 1816 | 260       |
| 1843 | 337       |
| 1871 | 522       |
| 1905 | 957       |
| 1961 | 2.195     |

## Geschichte

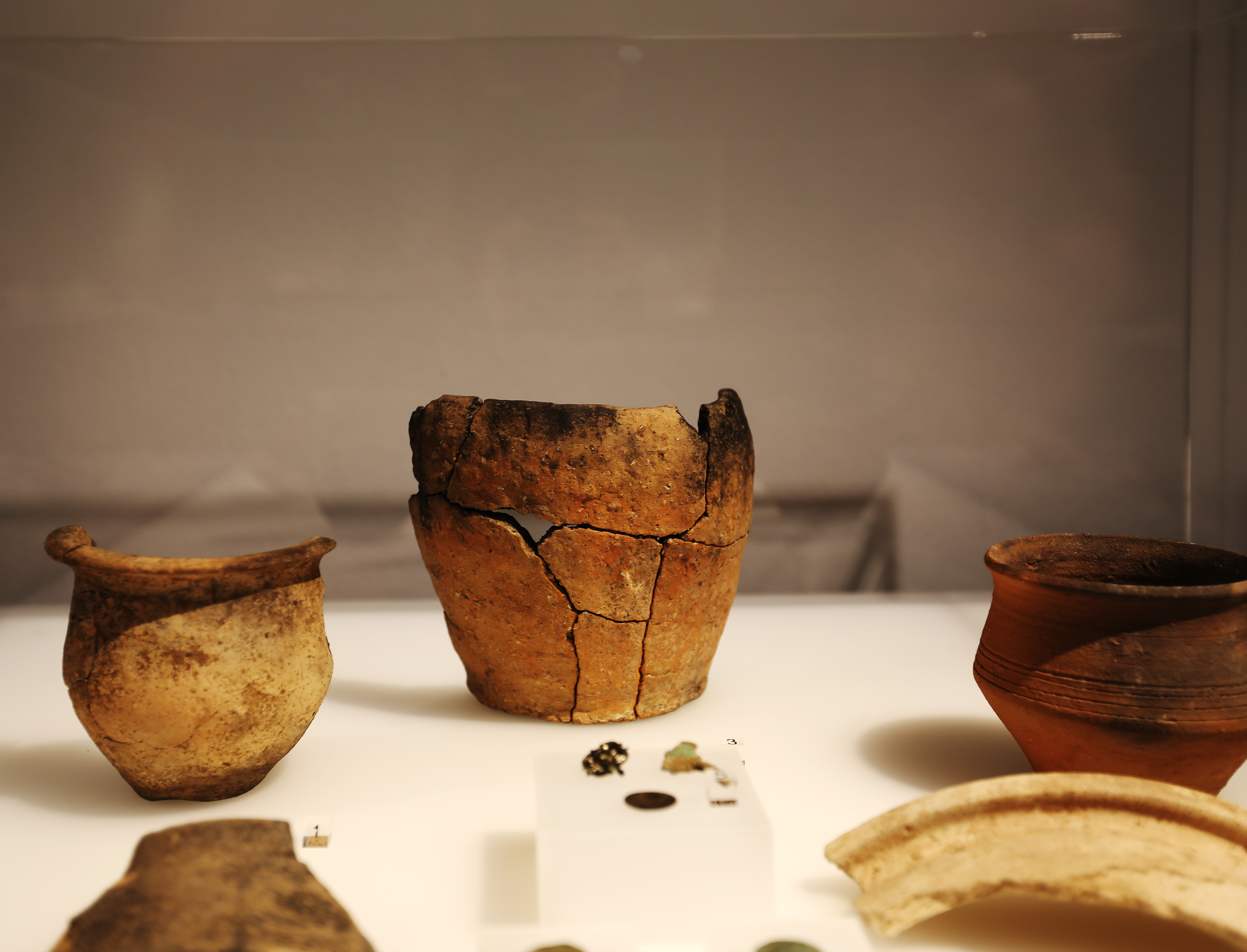
Fundstücke einer merowingerzeitlichen Siedlung des 6. bis 7. Jahrhunderts

Archäologen des Landschaftsverbandes Rheinland untersuchen seit dem Jahre 2007 ein Gebiet bei Bechlinghoven, in dem sich die Reste einer merowingerzeitlichen Siedlung befinden. Auf dem 17 Hektar großen, nicht überbauten Gelände beiderseits der Bundesstraße 56 konnten bisher (2013) 94 Gebäudegrundrisse nachgewiesen und ausgegraben werden. Die Anlage gilt als eine der größten bekannten Siedlungen dieser Zeitepoche in Deutschland. Die Ausgrabungen ergaben, dass das Gelände zuvor als Übungslager vom römischen Militär genutzt wurden. Freigelegt wurden vorbildlich ausgehobene Spitzgräben, in denen sich Steinkugeln von Angriffsübungen fanden.
Im 17. Jahrhundert versorgten Eremiten die Wallfahrer in der Adelheidis-Kapelle am Adelheidis-Brunnen. Anfang des 18. Jahrhunderts wurden dann das Karmelitenkloster St. Joseph (fertig gestellt 1706) und die Kirche (konsekriert 1760) erbaut, um dem zunehmenden Zustrom von Gläubigen gerecht zu werden. Nach der Säkularisation wurden die Klostergebäude vielfältig genutzt. Unter anderem befand sich hier ein Teil der Heilanstalt Pützchen, auf deren Gelände 1925 das Sankt-Adelheid-Gymnasium des Herz-Jesu-Klosters St. Adelheid erbaut wurde.

## Freizeit

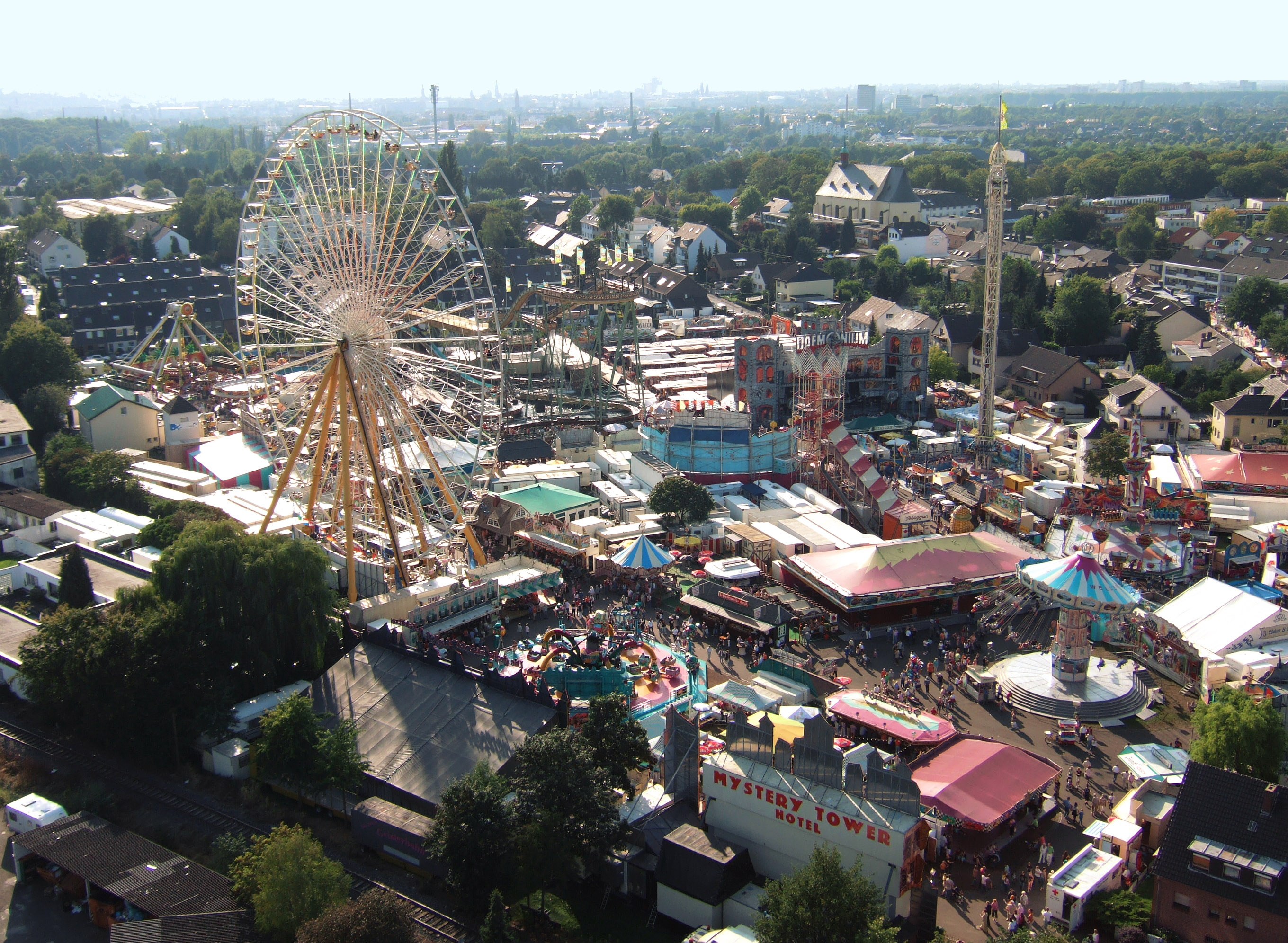
Pützchens Markt im Sommer 2006

Die auf Ursprünge im Jahr 1367 zurückgehende 5-Tage-Kirmes Pützchens Markt ist die größte der Region und ein großer Publikumsmagnet für den Ortsteil. Im Sommer ist das Freibad Ennertbad eine sehr beliebte Anlaufstelle.

## Bildungseinrichtungen

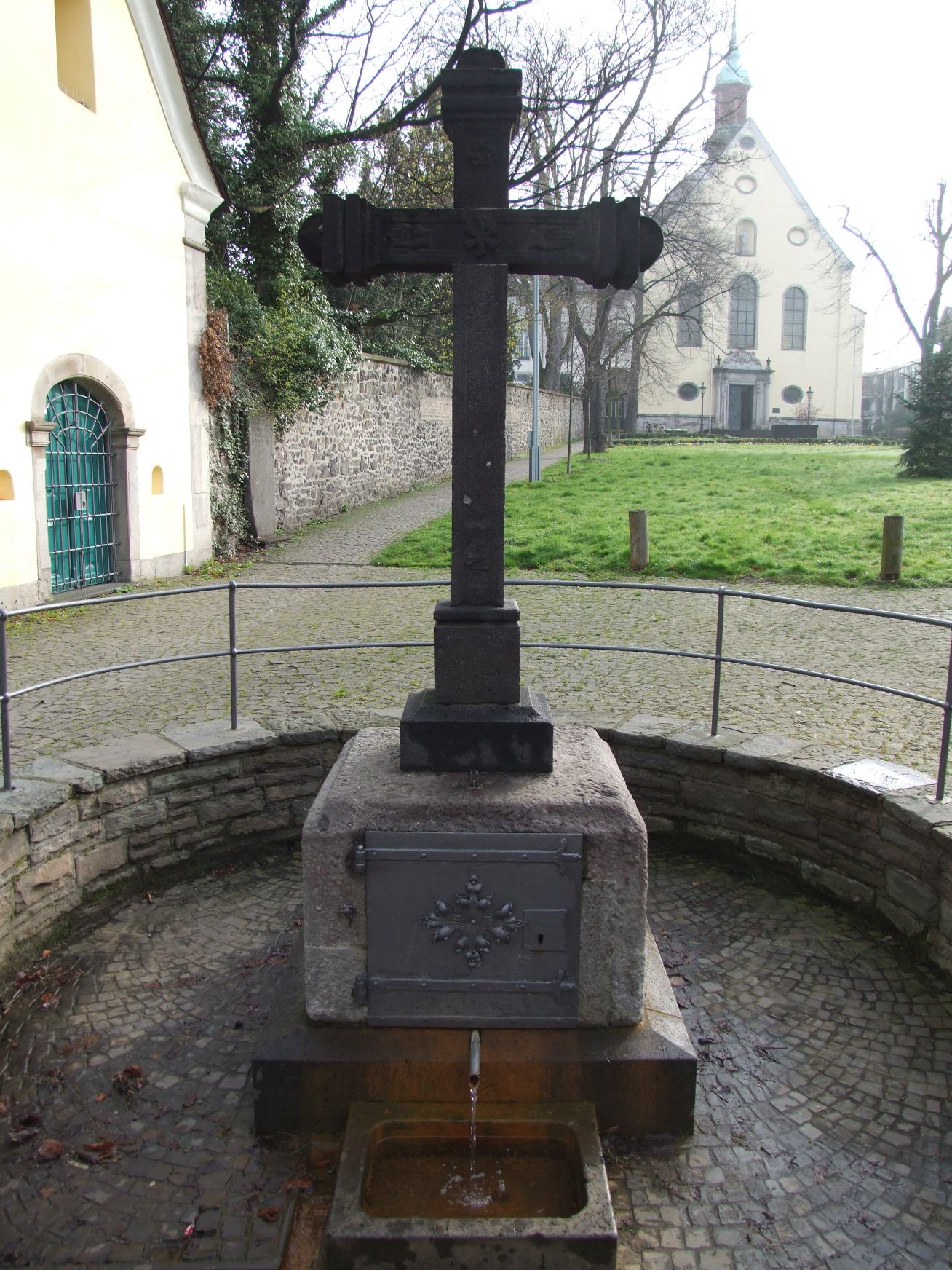
Brunnen in Pützchen. Im Hintergrund ist die katholische Kirche zu sehen.

Es gibt in Pützchen drei Schulen: Die Marktschule (Grundschule), die Integrierte Gesamtschule Bonn-Beuel (beherbergt zusätzlich noch eine Bibliothek) und das Erzbischöfliche Sankt-Adelheid-Gymnasium, eine Mädchenschule, die bis 1985 von Schwestern des Sacré-Cœur-Ordens geführt wurde.
Ein interessantes Projekt ist die „Jugendfarm“. Dies ist ein Gelände, auf dem Jugendliche unter Aufsicht von erwachsenen Betreuern ihre Freizeit verbringen können. Es gibt Werkstätten, eine Reitmöglichkeit, die Möglichkeit, eine kleine Hütte zu bauen und vieles Weitere.

## Sehenswürdigkeiten
In Pützchen gibt es eine alte katholische Kirche, St. Adelheid am Pützchen (erbaut 1724) und eine neue evangelische Kirche, die Nommensen-Kirche.
Das Karmeliterkloster Pützchen wurde zum 1. Juli 1804 säkularisiert. Zu diesem Zeitpunkt bildeten sechs Priester- und drei Laienbrüder die letzte Klostergemeinschaft. Im Anschluss dienten die Klostergebäude verschiedensten Zwecken. So blieb die Kirche dem Gottesdienst vorbehalten und die Wohngebäude nahmen den zuständigen Geistlichen auf, Teile wurden verpachtet. 1825 erfolgte der Verkauf an den bisherigen Pächter, den Bergmeister Leopold Bleibtreu. In dieser Zeit sollten Kirche und Kapelle abgerissen werden, was jedoch mit Rücksicht auf die wirtschaftliche Bedeutung des damit verbundenen Jahrmarktes unterblieb. Die Kirche wurde bei einem Brand 1887 erheblich beschädigt und im Zweiten Weltkrieg bis auf die Außenmauern zerstört. Der Wiederaufbau dauerte bis 1963. Zwischen 1920 und 1997 beherbergte das alte Klostergebäude ein Karmeliterinnenkloster. 1998 wurden hier Wohnungen eingerichtet. Die Kirche dient weiterhin dem Gottesdienst.

## Verkehr

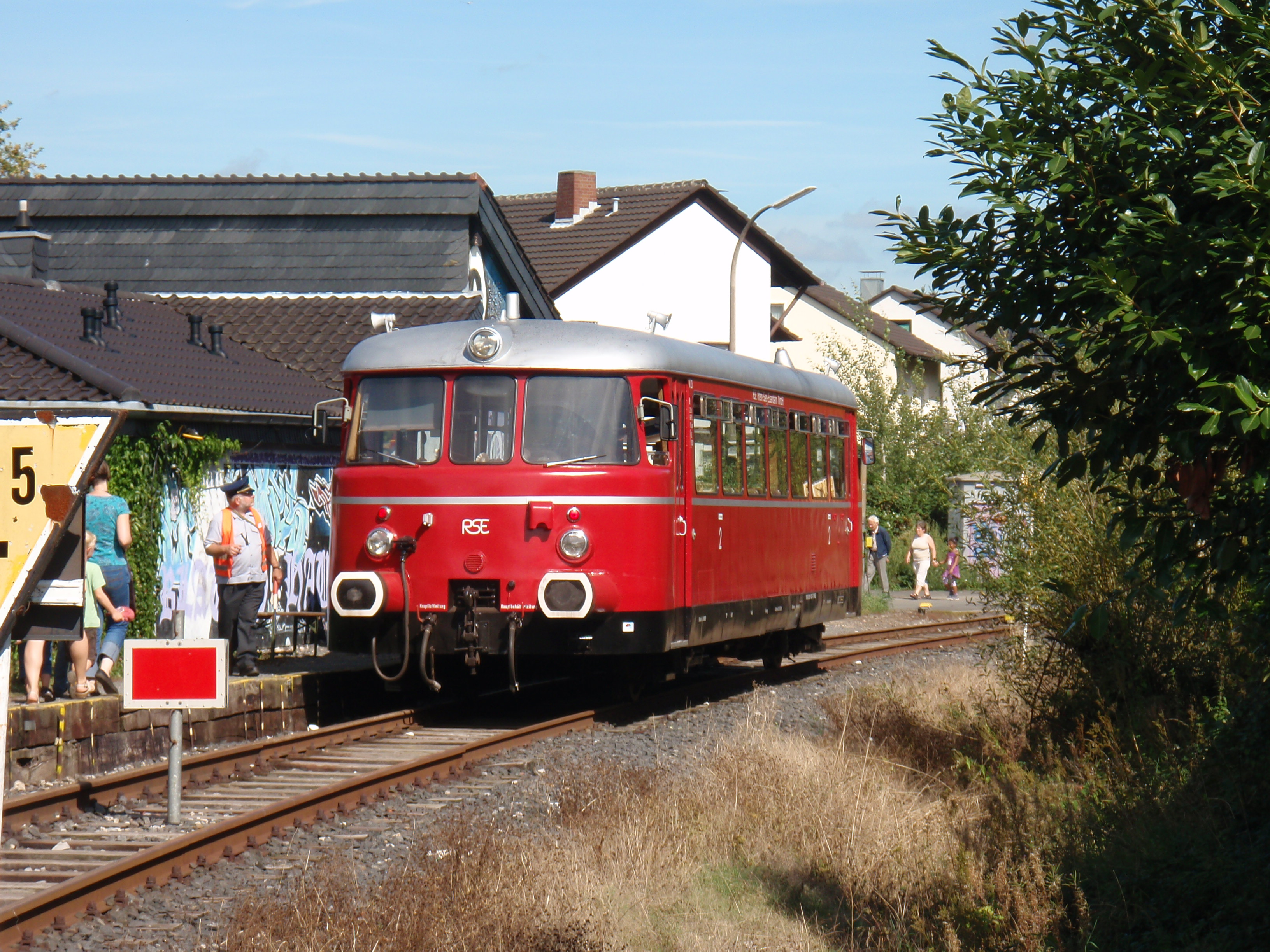
Haltepunkt Pützchens Markt

### Schienenverkehr
Pützchen-Bechlinghoven liegt an der Bahnstrecke Bonn-Beuel–Hangelar. Der Verkehr auf der Strecke ruht, lediglich bis 2019 fanden zu Pützchens Markt Fahrten im Personenverkehr statt.

### ÖPNV
Pützchen-Bechlinghoven ist im öffentlichem Personennahverkehr ausschließlich per Bus angebunden. Durch Pützchen-Bechlinghoven fahren folgende Linien:
| Linie | Linienverlauf                                                  |
| ----- | -------------------------------------------------------------- |
| 516   | Vilich-Müldorf – Pützchen – Gielgen – Birlinghoven – Hennef    |
| 529   | Hennef Bf – Niederpleis – Sankt Augustin – Pützchen            |
| 537   | Oberpleis – Stieldorf – Holtorf – Pützchen – Beuel – Bonn Hbf  |
| 603   | Pützchen – Beuel – Bonn Hbf – Südstadt – Röttgen               |
| 608   | Gielgen – Pützchen – Beuel – Bonn Hbf – Duisdorf – Brüser Berg |
| 609   | Gielgen – Pützchen – Beuel – Bonn Hbf – Duisdorf – Brüser Berg |
| 635   | Hangelar – Pützchen – Limperich – Ramersdorf                   |

## Persönlichkeiten
- Leopold Bleibtreu (* 23. März 1777 in Neuwied; † 11. September 1839 in Pützchen), Bergwerks- und Fabrikbesitzer und Gründer der Alaunhütte auf der Holtorfer Hardt
- Isa Vermehren (* 21. April 1918 in Lübeck; † 15. Juli 2009 in Bonn), Kabarettistin, Filmschauspielerin und später Ordensschwester, leitete 1961 bis 1969 das Sankt-Adelheid-Gymnasium in Pützchen